# Earlville (Iowa)
Earlville is een plaats (city) in de Amerikaanse staat Iowa, en valt bestuurlijk gezien onder Delaware County.

## Demografie
Bij de volkstelling in 2000 werd het aantal inwoners vastgesteld op 900. In 2006 is het aantal inwoners door het United States Census Bureau geschat op 855.

## Geografie
Volgens het United States Census Bureau beslaat de plaats een oppervlakte van 1,4 km², geheel bestaande uit land. Earlville ligt op ongeveer 314 m boven zeeniveau.